# Стаффорд, Томас (астронавт)

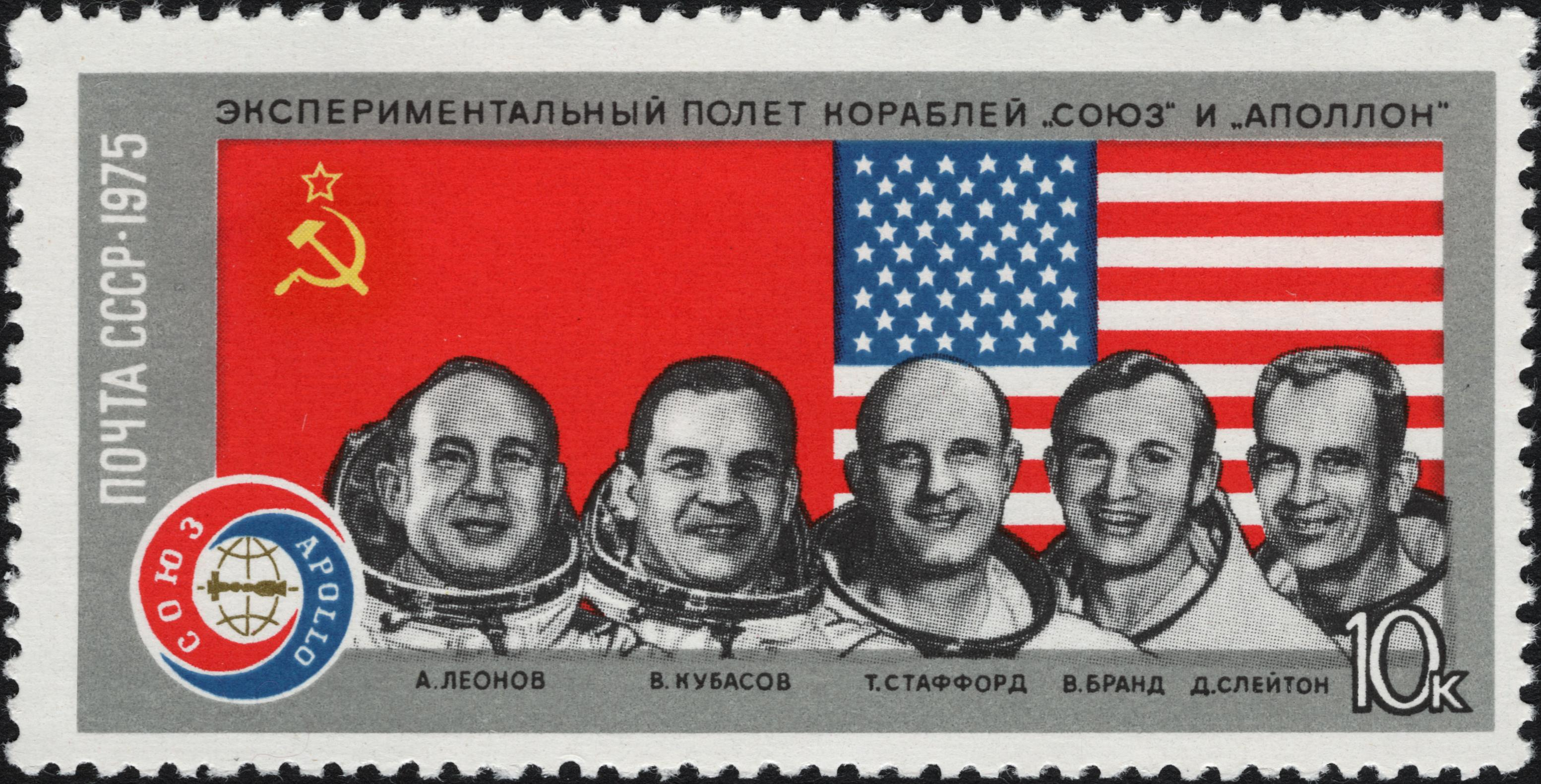
Полёт кораблей «Союз-Аполлон»: Алексей Леонов, Валерий Кубасов, Томас Стаффорд, Вэнс Бранд, Дональд Слейтон

Томас Паттен (Том) Стаффорд (англ. Thomas Patten Stafford; 17 сентября 1930, Уэзерфорд, Оклахома, США — 18 марта 2024, Сателлит-Бич, Бревард, Флорида, США) — американский астронавт, является одним из 24 человек, которые долетели до Луны (в составе экспедиции «Аполлон-10»), но он не высаживался на неё.

## Биография
Томас Паттен Стаффорд родился 17 сентября 1930 года в городе Уэзерфорд, штат Оклахома, в семье доктора Томаса Саберта Стаффорда, стоматолога, и Мэри Эллен Стаффорд (урождённой Паттен), бывшей учительницы. В 1944 году у Томаса Саберта Стаффорда диагностировали рак кожи, и он умер 22 июня 1948 года. Мэри Стаффорд проживала в Уэзерфорде до своей смерти в августе 1987 года. 
Стаффорд увлекся авиацией после начала Второй мировой войны, поскольку в соседнем городе Эль-Рино находилась учебная база армейской авиации. Стаффорд начал собирать модели самолётов и совершил свой первый полёт в 14 лет на самолёте Piper Cub. Он учился в средней школе Уэзерфорда и окончил её в 1948 году.
В выпускном классе средней школы Стаффорда пригласили играть в футбол в Университет Оклахомы, где он получил стипендию ВМС США для подготовки офицеров запаса. Стаффорд подал заявление в Военно-морскую академию США и был принят. Стаффорд намеревался играть в американский футбол за команду гардемаринов ВМС, но получил травму колена, которая поставила крест на его карьере во время предсезонной тренировки. После первого курса он служил на борту линкора «Миссури», где его соседом по комнате был Джон Янг, будущий пилот командного модуля «Аполлона-10». После второго курса Стаффорд провел лето на авиабазе Пенсакола, где приобщился к военно-морской авиации и летал на учебном самолете SNJ. Во время поездки домой в Уэзерфорд Стаффорд познакомился со своей будущей женой Фэй Шумейкер. После третьего курса он служил на борту эсминца «Бердо», сопровождавшего «Миссури». Во время своего визита домой на четвертом курсе Стаффорд обручился с Фэй в декабре 1951 года. 
Весной 1952 года он был выбран в лотерее для службы в Военно-воздушных силах США после окончания учёбы. Стаффорд окончил Военно-морскую академию с отличием, получив степень бакалавра наук в области инженерного дела в 1952 году, и был произведен в звание второго лейтенанта ВВС США.
После первичной лётной подготовки прошёл обучение в качестве пилота перехватчика. С отличием окончил школу лётчиков-испытателей. 
Был отобран НАСА в сентябре 1962 года, во втором отряде астронавтов. Участвовал в космических полётах по программам «Джемини-6A», «Джемини-9A», был командиром в миссиях «Аполлон-10» и «Аполлон» по программе «Союз» — «Аполлон» (1975).
В 1969 и 1970 годах Стаффорд был награждён медалью НАСА «За выдающиеся заслуги».
В июне 1975 года, перед выполнением программы «Союз» — «Аполлон», Стаффорду предложили командовать Лётно-испытательным центром ВВС на авиабазе Эдвардс. Он принял это назначение и приступил к исполнению обязанностей 15 ноября 1975 года. Стаффорд курировал испытательные стенды ВВС и НАСА на авиабазе Эдвардс, а также испытательные полигоны в Юте и Неваде. Он продолжал летать (в том числе на иностранных самолётах, таких как МиГ-17 и Panavia Tornado) и участвовал в допросах летчика ВВС СССР Виктора Беленко после его дезертирства. Стаффорд также руководил разработкой истребителя по программе XST, который позже превратился в F-117 Nighthawk. 
В марте 1978 года Стаффорд был повышен в звании до генерал-лейтенанта и стал заместителем начальника штаба, исследований, разработок и закупок в Вашингтоне, округ Колумбия. Работая в Вашингтоне, Стаффорд выступал за создание мобильной ракеты MX и начал разработку бомбардировщика Advanced Technology Bomber, предшественника бомбардировщика—невидимки B-2.
После выхода в отставку в 1979 году Стаффорд входил в советы директоров нескольких компаний, включая Omega SA, Gibraltar Exploration и Gulfstream Aerospace. Изначально он планировал воссоединиться со своими коллегами по программе «Союз» — «Аполлон» в СССР, но советское вторжение в Афганистан в 1979 году и последовавший бойкот Олимпиады 1980 года не позволили ему приехать в Россию. 
Стаффорд основал консалтинговую фирму Stafford, Burke & Hecker совместно с двумя недавно вышедшими в отставку генералами ВВС США, генерал-лейтенантом Келли Х. Берком и генерал-майором Гаем Л. Хеккером—младшим. 
В июле 1990 года вице-президент Куэйл и адмирал Ричард Трули, тогдашний администратор НАСА, попросили Стаффорда возглавить комитет («Комитет синтеза»), который консультировал НАСА по общим вопросам, касающимся долгосрочных миссий на Луну и Марс, — Инициативы по исследованию космоса. Стаффорд и его команда, состоящая из 42 штатных и 150 внештатных сотрудников, разработали долгосрочный план, предусматривавший полёты на Луну в 2004 году и на Марс в 2012 году. 
В 1992 году Стаффорд начал работать консультантом по программе «Космическая станция «Фридом», предшественнице Международной космической станции (МКС). Координируя участие России, Стаффорд стал техническим консультантом программы «Шаттл—Мир», в частности, полётов STS-63 и STS-71. Он также входил в состав комиссии по оценке последствий столкновения «Прогресса» с орбитальной станцией «Мир».
В 2002 году Стаффорд опубликовал автобиографию, написанную совместно с Майклом Кэссуттом, под названием «We Have Capture: Tom Stafford and the Space Race». Он также написал эпилог к книге 2011 года «Падение на Землю: Путешествие астронавта Аполлона-15 на Луну», написанной его коллегой—астронавтом «Аполлона» Элом Уорденом.
В документальном сериале «Тайны забытых побед. Укрощение Сатаны» упоминается как один из создателей стратегического бомбардировщика В-52, а также на кадрах съёмки во время дружеского визита к Владимиру Уткину, конструктору советских стратегических ракет.
Поддерживал дружеские отношения с советским космонавтом Алексеем Леоновым. Произнес траурную речь на русском языке на похоронах Леонова в октябре 2019 года.
Масон, член ложи «Вестерн Стар» № 138, Оклахома.

## Личная жизнь
В первом браке (с 1953 по 1985) с Фэй Шумейкер дочери — Дион Кэй (род. 1954) и Кэрин Элейн (род. 1957). Внук — Алексей (был назван в честь друга Томаса — Алексея Леонова). 
Во втором браке (с 1988) с Линдой Энн Дишман, у которой от первого брака было двое детей Кэйсси Ниринг и Марк Хилл, усыновили в детском доме в подмосковном Фряново двух мальчиков, которых назвали Майкл Томас и Станислав «Стас» Паттен. 
Увлечения: охота, планеризм, парусный спорт, тяжёлая атлетика, плавание.
Умер 18 марта 2024 года в доме престарелых в Сателлит-Бич, штат Флорида, в возрасте 93 лет от рака печени.
Генерал Стаффорд похоронен на кладбище Гринвуд в Уэзерфорде, штат Оклахома, рядом со своими родителями.

## Награды
- Включён в Зал славы астронавтов США;
- Телевизионная премия «Эмми» за космические съёмки[англ.] во время миссии «Аполлон-10» (9 июня 1969, вместе с Джино Сернаном и Джоном Янгом);
- Орден Дружбы (Россия, 9 апреля 2018) — за большой вклад в развитие сотрудничества в области космонавтики между Российской Федерацией и Соединёнными Штатами Америки[6];
- Медаль «За заслуги в освоении космоса» (Россия, 12 апреля 2011) — за большой вклад в развитие международного сотрудничества в области пилотируемой космонавтики[7];
- Почётный гражданин Калининграда (9 июля 2005)[8].